# John Lemke
Johan (John) Henrik Lemke, född den 19 maj 1864 i Stavnäs församling, Värmlands län, död den 20 januari 1934 i Stockholm, var en svensk jurist. Han var son till Johan Henrik Lemke.
Lemke avlade juris utriusque kandidatexamen vid Uppsala universitet 1891. Han blev vice häradshövding knuten till Hovrätten över Skåne och Blekinge 1893, tillförordnad fiskal i Svea hovrätt 1897, ordinarie fiskal där 1901 och assessor 1901. Lemke var hovrättsråd 1910–1931 och divisionsordförande 1923–1931. Han blev riddare av Nordstjärneorden 1911 och kommendör av andra klassen av samma orden 1923. Lemke vilar på Västra kyrkogården i Karlstad.